# プレデター (サッカーシューズ)
プレデター（Adidas Predator）はアディダス社が発売するサッカースパイク。偶数年毎にデザイン・機能の強化などが施され、発売される。
プレデター・シリーズは、国際サッカー連盟（FIFA）が1994年にW杯での得点量産をめざしてアディダス社に開発を依頼したものである。
そもそも、なかなか得点の入らないサッカーという競技の中で、いかにボールを操るかという命題に足して、考案されたものである。そこで、靴の甲の部分にゴム製のパッチを装着して、ボールにより強い回転をかけるという答えから生み出されたものである。当初は靴の甲全面に装着されていたが、代を経るごとに修正されている。アディダスはより強いパワーと、より正確なコントロールという2つの相反する要素に対する答えだと述べている。
またラグビーのスパイクとしても使用されている。
2015年に一度、ラインアップからは消えたが、2018年に再び復活した。

## 歴代モデル
- 初代 - プレデター（1994年）
- 2代目 - プレデター・ラピア（1995年）
- 3代目 - プレデター・タッチ（1996年）
- 4代目 - プレデター・アクセレレイター（1998年）
- 5代目 - プレデター・プレシジョン（2000年）→　プレデター・プレシジョン２（2001年）
- 6代目 - プレデター・マニア（2002年）
- 7代目 - プレデター・パルス（2004年）→　プレデター・パルス２（2005年）
- 8代目 - プレデター・アブソリュート（2006年）／プレデター・アブソリュート（ラグビー）（2007年）
- 9代目 - プレデター・パワー・スワーブ（2008年）／プレデター・パワー・スワーブ（ラグビー）（2008年）
- 10代目 - プレデター・Ｘ（エックス、ローマ数字の「10」にもかけている）（2010年）／プレデター・ＲＸ（ラグビー）（2010年）
- 11代目 - アディパワープレデター（2011年）
- 12代目 - プレデター・リーサルゾーン（2012年）→　プレデター・リーサルゾーン２（2013年）／プレデター・インクルーサ（ラグビー）（2012年）→　プレデター・インクルーサ２（2013年)　→　プレデター・インクルーサ３（2014年）→  プレデター・インクルーサ４（2015年）
- 13代目 - プレデター・インスティンクト（2014年）

（別モデルとしてプレデター・モリス（ラグビー）がある。（2016年）)
- 14代目 - プレデター・18（2018年）→  プレデター・19（2019年）
- 15代目 - プレデター・20（2020年)→  プレデター・フリーク（2021年）
- 16代目 - プレデター・エッジ（2022年)
- 17代目 - プレデター・アキュラシー（2023年）